# Tolstoji
Tolstoji (Tolstoj; [tolstóji/tolstój] (rusko Толсты́е, ednina Толсто́й) je slavna plemiška rodbina, katere začetnik je bil Andrej Karitonovič Tolstoj (»Debeli«), ki je služil pod Vasilijem II. »Divji Tolstoji« (kot so bili poznani v krogih ruskega plemstva) so pustili trajno dediščino v ruski zgodovini, vojski, književnosti in umetnosti.
Družina je svojo pomembnost v družbi dosegla v poznih letih 17. stoletja, na račun zvez z družino Miloslavski, iz katere je izhajala prva žena ruskega carja Alekseja I. S carjem Petrom Velikim se je bolj povezal Peter Andrejevič Tolstoj, ki si je pridobil njegovo zaupanje in tako postal ambasador Carigrada. Povišan je bil celo v  grofa, ker je uspešno zavaroval prestol Katarine Velike. Pozneje se je sprl s princem Menšikovom, ki je dosegel da so Petru odvzeli naziv grofa in ga vrnili njegovim vnukom 30 let pozneje. 
Najslavnejši politik iz družine Tolstojev je bil v 19. stoletju grof Dimitrij Andrejevič (1823–1889), ki je postopoma postal minister za šolstvo in notranje zadeve ter predsednik Ruske akademije znanosti.
Svetovno znana sta tudi pesnik in pisatelj Aleksej Konstantinovič (1817–1875) in pisatelj Lev Nikolajevič (1828–1910).

## Predstavniki rodbine[1]
- Ana Aleksandrovna Tolsta (1758—1810), grofica, devica
- Ana Ivanovna Tolsta (?—1775), grofica, kapitanka
- Fjodora Aleksandrovna Tolstoj (Tolstoy) (1855—1928) grofica, umetnica
- Jelizaveta Andrejevna Tolsta (?—1867)
- Jelizaveta Nikolajevna Tolsta
- Katarina Dimitrijevna Tolsta (1805—1871), grofica
- Katarina Konstantinovna Tolsta (1837—1893)
- Katarina Nikolajevna Tolsta (1823—1823), grofica
- Marija Nikolajevna Tolsta (1830—1912)
- Nadežda Lvovna Tolsta (1856—?)
- Nastasja Aleksandrovna Tolsta (1762—1806), grofica
- Natalja Aleksandrovna Tolsta (1758—1837), grofica, devica
- Natalja Dimitrijevna Tolsta (1793—1887), grofica
- Natalja Ivanovna Tolsta (1771—1841)
- Praskovja Ivanovna Tolsta (1710—1758)
- Praskovja Mihajlovna Tolsta (1858—1918)
- Tatjana Konstantinovna Tolsta (~1860—?)
- Tatjana Nikitična Tolsta (*1951), pisateljica
- Varvara Aleksandrovna Tolsta (1815—1881), grofica
- Varvara Fjodorovna Tolsta (?—1838), grofica
- Aleksander Vasiljevič Tolstoj
- Aleksej Konstantinovič Tolstoj (1817—1875), pesnik, pisatelj
- Aleksej Nikolajevič Tolstoj (1883—1945), pisatelj
- Dimitrij Andrejevič Tolstoj (1823—1889), državnik, minister, akademik
- Fjodor Ivanovič Tolstoj (Američan; 1782—1846), pustolovec, dvobojevalec
- Fjodor Petrovič Tolstoj (1783—1873), slikar, kipar
- Ilja Andrejevič Tolstoj (1903—1970), polkovnik OS ZDA, vnuk Leva Tolstoja
- Jegor Petrovič Tolstoj (1802—1874), generallajtnant, senator
- Lev Nikolajevič Tolstoj (1828—1910), pisatelj
- Nikita Aleksejevič Tolstoj (1917—1994), fizik
- Nikita Iljič Tolstoj (1923—1996), filolog, etnolingvist
- Nikolaj Dimitrijevič Tolstoj-Miloslavski (*1935), zgodovinar
- Nikolaj Iljič Tolstoj (1794—1837), častnik, udeleženec Napoleonove invazije v Rusijo, oče Leva Tolstoja
- Nikolaj Valerjanovič Tolstoj (?—1879), sin sestre Leva Tolstoja
- Peter Aleksandrovič Tolstoj (1761—1844), vojskovodja, diplomat
- Peter Andrejevič Tolstoj (1645—1729), državnik
- Sergej Lvovič Tolstoj (1863—1947), skladatelj, sin Leva Tolstoja
- Sergej Sergejevič Tolstoj (1897—1974), učitelj, vnuk Leva Tolstoja
- Svetlana Mihajlovna Tolsta (*1938), etnolingvistka (žena Nikite Iljiča Tolstoja)
- Vladimir Iljič Tolstoj (*1962), predstojnik Muzeja L. N. Tolstoja v Jasni Poljani